# Cova del Relliguer
La Cova del Relliguer és una cova del municipi d'Hostalric (Selva) inclosa en l'Inventari del Patrimoni Arquitectònic de Catalunya.

## Descripció
Cova situada al nucli urbà, al carrer del Relliguer. Actualment l'entrada està tapada amb una reixa i l'accés és restringit. Està excavada a la gresa i després de 26 m de recorregut, s'arriba a una petita sala de 6 m de profunditat. La cova és fàcil de veure, però és complicat caminar per l'interior.

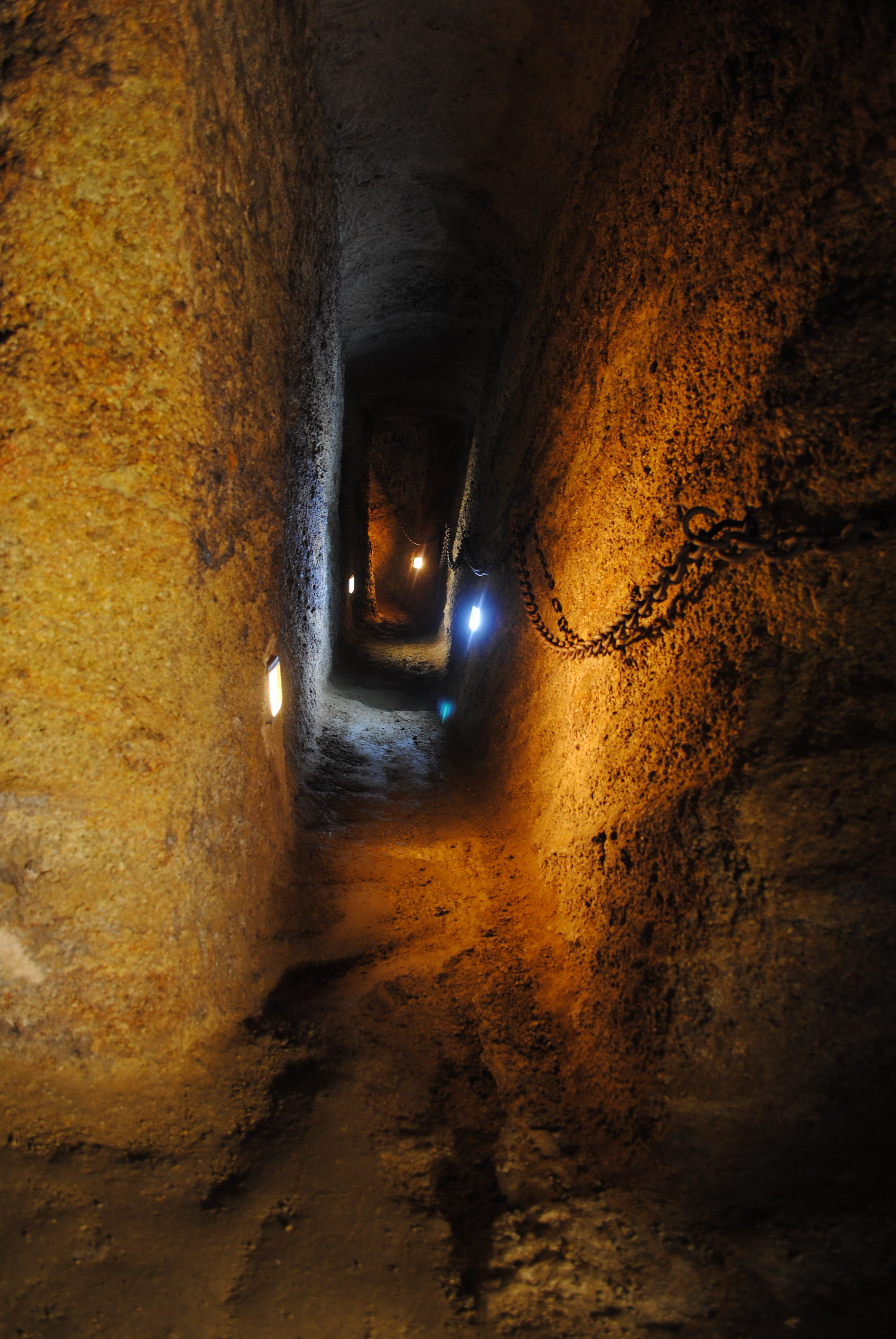
Cova del Relliguer interior

## Història
Es creu que aquest cova podria haver estat utilitzada com a lloc de reunió per les deu famílies jueves que vivien a Hostalric entorn el 1331. Aquestes passaren poc temps a la població a causa de la mala relació amb les famílies cristianes.